# Огистен Робеспјер
Огистен Бон Жозеф Робеспјер (фр. Augustin Robespierre; Арас, 21. јануар 1763 — Париз, 28. јул 1794) био је француски политичар из периода Француске револуције и брат Максимилијана Робеспјера. 

## Биографија
Рођен је у Арасу као најмлађи од четворо деце адвоката Максимилијана Бартелеми Франсоа де Робеспјера и Жаклине Маргарете Карау, ћерке пивара. Мајка му је умрла када је имао годину дана, а његов отац, скрхан болом, одлучио је да напусти породицу и да се пресели у Баварску, где је умро 1777. године. Огистена је одгајала тетка. Школовао се за адвоката, као и његов брат. Током Револуције, Максимилијан и Огистен заузимају радикалне ставове. По избијању Револуције, Огистен је био јавни тужилац Араса. Године 1791. именован је управником департмана Па де Кале. Септембра следеће године ушао је у Национални конвент где се придружио брату, јакобинцима и монтањарима. Допринео је успону Наполеона Бонапарте 1794. године у Италијанској армији, одушевљен његовом пројакобинском брошуром. Жртва је Термидорске реакције, заједно са својим братом. Огистен је захтевао да буде ухапшен. Покушао је да побегне скоком кроз прозор хотела Де Вил, али је у паду сломио обе ноге. Гиљотиниран је 28. јула 1794. године. Огистен је један од петорице најпознатијих монтањара који су погубљени том приликом (уз Максимилијана, Антоана Сен-Жиста, Жоржа Кутона и Жан-Батиста Лавалета). Везе Наполеона и Огистена довеле су до тога да термидорци ухапсе Наполеона. Велики генерал је две недеље провео у затвору. 